# Kraj Gornji (Marija Gorica)
Kraj Gornji es una localidad de Croacia en el municipio de Marija Gorica, condado de Zagreb.

## Geografía
Se encuentra a una altitud de 164 m s. n. m. a 30,6 km de la capital nacional, Zagreb.

## Demografía
En el censo 2011, el total de población de la localidad fue de 145 habitantes.
Según estimación 2013 contaba con una población de 143 habitantes.